# SDSS 001820.5-093939.2
SDSS 001820.5-093939.2 (SDSS J0018-0939) – gwiazda II populacji odległa o około tysiąc lat świetlnych od Ziemi, która powstała najprawdopodobniej z materii wyrzuconej w przestrzeń kosmiczną w wyniku eksplozji jednej supernowej.

## Nazwa
Akronim „SDSS” oznacza, że gwiazda została skatalogowana w ramach przeglądu nieba Sloan Digital Sky Survey, a oznaczenie „001820.5-093939.2”, czy „J0018-0939” to odpowiednio dokładne i przybliżone współrzędne astronomiczne tego obiektu.

## Odkrycie
Charakterystyka gwiazdy została odkryta przez naukowców National Astronomical Observatory of Japan, Konan University, University of Hyogo, University of Notre Dame i New Mexico State University korzystających z urządzenia Subaru Telescope's High Dispersion Spectrograph (HDS) będącego częścią Teleskopu Subaru. W trakcie poszukiwań wraz z SDSS J0018-0939 zmierzono charakterystykę 150 innych, podobnych gwiazd o małej masie.

## Charakterystyka
Gwiazda zawiera 300 razy mniej żelaza niż Słońce, ma także znacznie mniej pierwiastków takich jako węgiel, czy magnez. Bardzo niska metaliczność sugeruje, że gwiazda powstała z chmury gazowej powstałej w wyniku eksplozji, supernowej, masywnej gwiazdy III populacji. Wiek gwiazdy szacowany jest na około 13 miliardów lat.